# Cyrtandra nadeaudii
Cyrtandra nadeaudii är en tvåhjärtbladig växtart som beskrevs av Charles Baron Clarke. Cyrtandra nadeaudii ingår i släktet Cyrtandra och familjen Gesneriaceae. Inga underarter finns listade i Catalogue of Life.